# منشئ

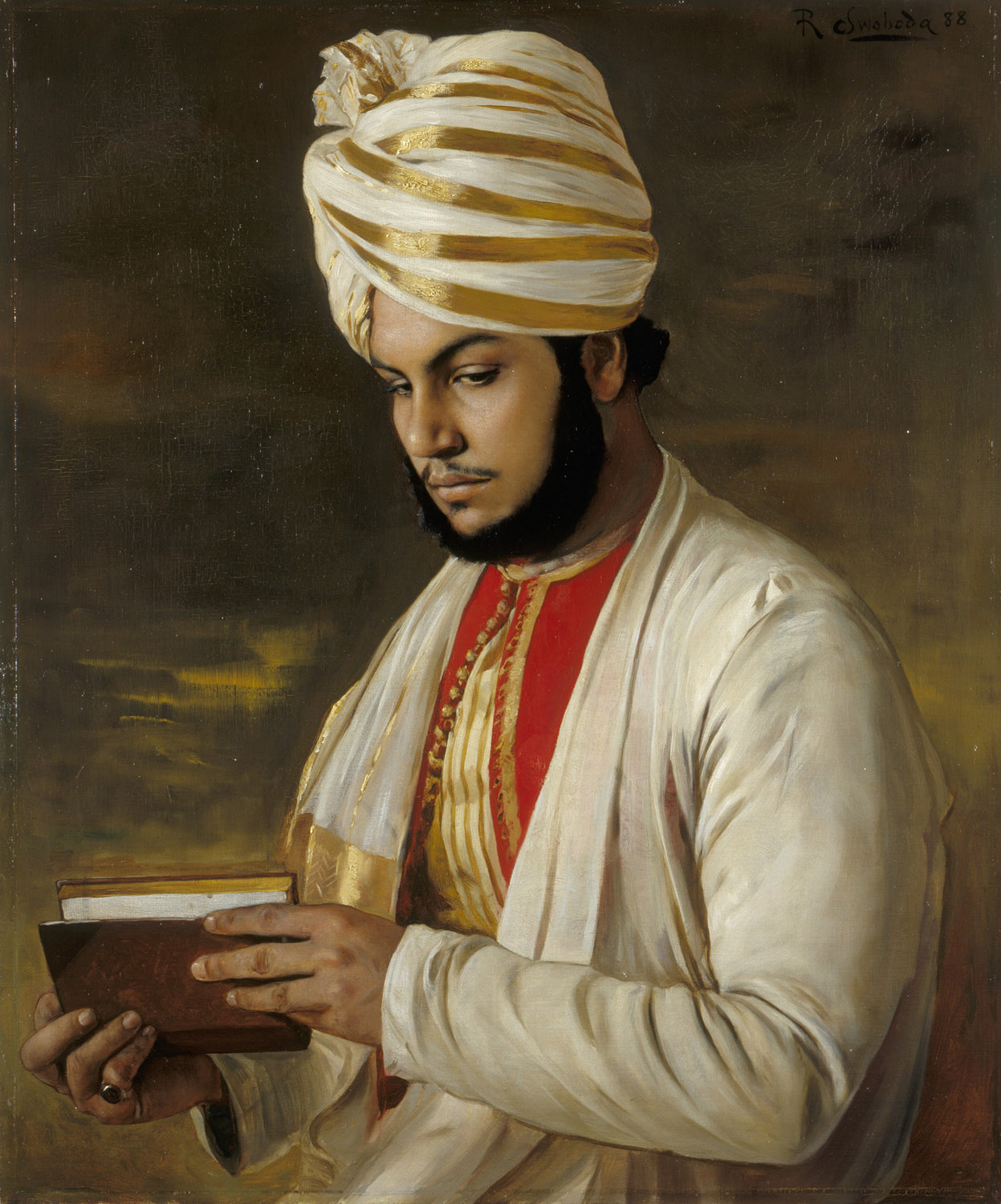
رسمة للمنشئ الحافظ محمد عبد الكريم الملقب بعبدول.

المنشئ  هي كلمة فارسية اقتبست عن العربية وتدل في اللغة الفارسية على المقاول والكاتب والسكرتير غير أن المفردة تحولت في اللغة المحلية في سلطنة مغول الهند إلى معنى آخر هو المعلم، تنضوي تحت كلمة منشئ أي المعلم عدة مجالات ولاسيما مبادئ الادارة والنصوص الدينية والعلم والفلسفة وكانت تطلق كلمة منشئ على أمناء الأسرار والمترجمون الذين عملوا تحت مظلة الأوروبيون. أشهر من أطلق عليه المنشئ هو عبد الكريم المنشي الملقب بعبدول معلم الملكة فيكتوريا.